# Holger Gaißmayer
Holger Gaißmayer (* 2. Juli 1970 in Essen) ist ein ehemaliger deutscher Fußballspieler. Heute ist er als Trainer aktiv.

## Karriere
Die ersten Erfolge stellten sich für Holger Gaißmayer beim damaligen Oberligisten Rot-Weiß Oberhausen ein. Gemeinsam mit seinem RWO-Sturmpartner Marko Schröder (25 Tore) sicherte er sich 1994/95 mit 26 Toren die Torjägerkanone der Oberliga Nordrhein und sorgte dafür, dass RWO als Oberligameister in die Regionalliga West/Südwest aufstieg. Dadurch wurde der 1. FC Köln auf ihn aufmerksam und verpflichtete ihn als Nachwuchsstürmer. Der Stürmer schlug sehr schnell ein und hatte eine recht erfolgreiche Zeit beim 1. FC Köln. In der Saison 1995/96 rettete er den Geißböcken mit seinem Treffer am letzten Spieltag gegen Hansa Rostock den Klassenerhalt in der 1. Bundesliga. Nachdem er 1999 den FC verlassen hatte, versuchte er bei verschiedenen Vereinen sein Glück. Er wurde unter anderem bei Adler Osterfeld und dem Wuppertaler SV Borussia Torschützenkönig der Oberliga Nordrhein.
Größere Bekanntheit erlangte er jedoch weniger aufgrund seiner oft als wenig elegant beschriebenen Spielkunst als vielmehr durch einen Ausspruch seines damaligen Trainers Bernd Schuster auf der Jahreshauptversammlung 1998 des 1. FC Köln. Dieser bezeichnete Gaißmayer als „Stolperkönig“, es sei „für jeden Stürmer die Höchststrafe, neben ihm zu spielen“. Gaißmayer konterte 2007 in einem Interview: „Schuster war als Trainer ein Guter, menschlich allerdings eine Katastrophe.“
Nach seiner Profikarriere schloss er sich dem Wuppertaler Amateurverein FSV Vohwinkel an, den Holger Gaißmayer mit 41 Pflichtspieltreffern in der Saison 2006/07 in die Landesliga Niederrhein schoss. Ab Oktober 2008 war er als Spielertrainer beim FSV aktiv, ab der Saison 2010/11 konzentrierte er sich ausnahmslos auf das Traineramt und stand gelegentlich als Stand-by-Spieler zur Verfügung. Für den FSV Vohwinkel erzielte Holger Gaißmayer insgesamt 101 Tore. Im September 2013 gab er das Traineramt ab und wurde sportlicher Leiter in Vohwinkel.
Holger Gaißmayer ist verheiratet und hat zwei Kinder.